# Amerika (lied)
Amerika is een nummer van de Neue Deutsche Härte-band Rammstein. Het nummer is afkomstig van het vierde studioalbum Reise, Reise uit 2004. Op 6 september dat jaar werd het nummer wereldwijd op single uitgebracht als de tweede single van het album.

## Achtergrond
Op deze single behandelt Rammstein op ironische wijze de Amerikaanse cultuur en haar culturele imperialisme.
De videoclip voor het nummer toont de bandleden als NASA astronauten ten tijde van de Apollo 11 maanlanding in juli 1969 op de maan, terwijl af en toe beelden van typisch Amerikaanse cultuurelementen in culturen wereldwijd voorbijkomen. Aan het einde van de videoclip blijkt dat het veronderstelde maanlandschap alleen maar een kunstmatig landschap is in een filmstudio. Dit verwijst naar de complottheorieën over de maanlanding.
De single werd in een aantal landen een hit. In thuisland Duitsland en Denemarken werd de 2e positie behaald, in Oostenrijk de 3e, Zwitserland de 5e, Canada de 32e, Australië de 81e, Zweden de 21e, Finland de 10e, Hongarije de 4e, Spanje de 9e, Italië de 46e en in het Verenigd Koninkrijk de 38e positie in de UK Singles Chart.
In Nederland werd de single in het najaar van 2004 een radiohit op de landelijke radiozenders en bereikte de 22e positie in de Nederlandse Top 40 op destijds Radio 538 en de 16e positie in zowel de Single Top 100 als de publieke hitlijst; toentertijd de Mega Top 50 op 3FM.
In België bereikte de single de 36e positie in de Vlaamse Ultratop 50 en de 4e positie in de "Ultratip" van de Waalse Ultratop 50. In de Vlaamse Radio 2 Top 30 werd géén notering behaald. 
Sinds de editie van december 2020 staat de single genoteerd in de jaarlijkse NPO Radio 2 Top 2000 van de Nederlandse publieke radiozender NPO Radio 2, met als hoogste notering tot nu toe een 1066e positie in 2022.

## NPO Radio 2 Top 2000
| Nummer met noteringen in de NPO Radio 2 Top 2000 | '20  | '21  | '22  | '23  | '24  |
| ------------------------------------------------ | ---- | ---- | ---- | ---- | ---- |
| Amerika                                          | 1363 | 1329 | 1066 | 1190 | 1196 |

1. ↑  Een vetgedrukt getal geeft de hoogste notering aan.
2. ↑  2020 was het eerste jaar met een notering voor dit nummer.